# NTTドコモ品川ビル
NTTドコモ品川ビル（エヌティティドコモしながわビル）は、東京都港区に建つ超高層ビルディングである。

## 概要
品川駅近く、港南地域に建つNTTドコモが所有する超高層ビルである。
このビルではNTTドコモのネットワーク運用の心臓部ともいえる全国で2拠点あるネットワークオペレーションセンター（NWOPC）のうちの一つが稼働しており、約200名の人員が北海道から東海地方までの地域のネットワーク装置を24時間365日監視している。2つのオペレーションセンターは、そのどちらかが被災した場合でも、残るオペレーションセンターが業務を遂行できるシステムとなっており、このシステムをNTTドコモでは「ORTEGA」(OpeRation Twin Equipment Guardian Agent system)と呼び、これは機動戦士ガンダムの登場人物の一人と重なる名称だが、この品川ビルも通称「ガンダムビル」と呼ばれている。NTTドコモの運営部長によれば、全体の99％のトラブルは、現地に赴くことなくネットワークオペレーションセンターからの遠隔措置で回復しているという。

## アクセス
- JR東日本・京浜急行電鉄 - 品川駅東口より徒歩9分

## ギャラリー

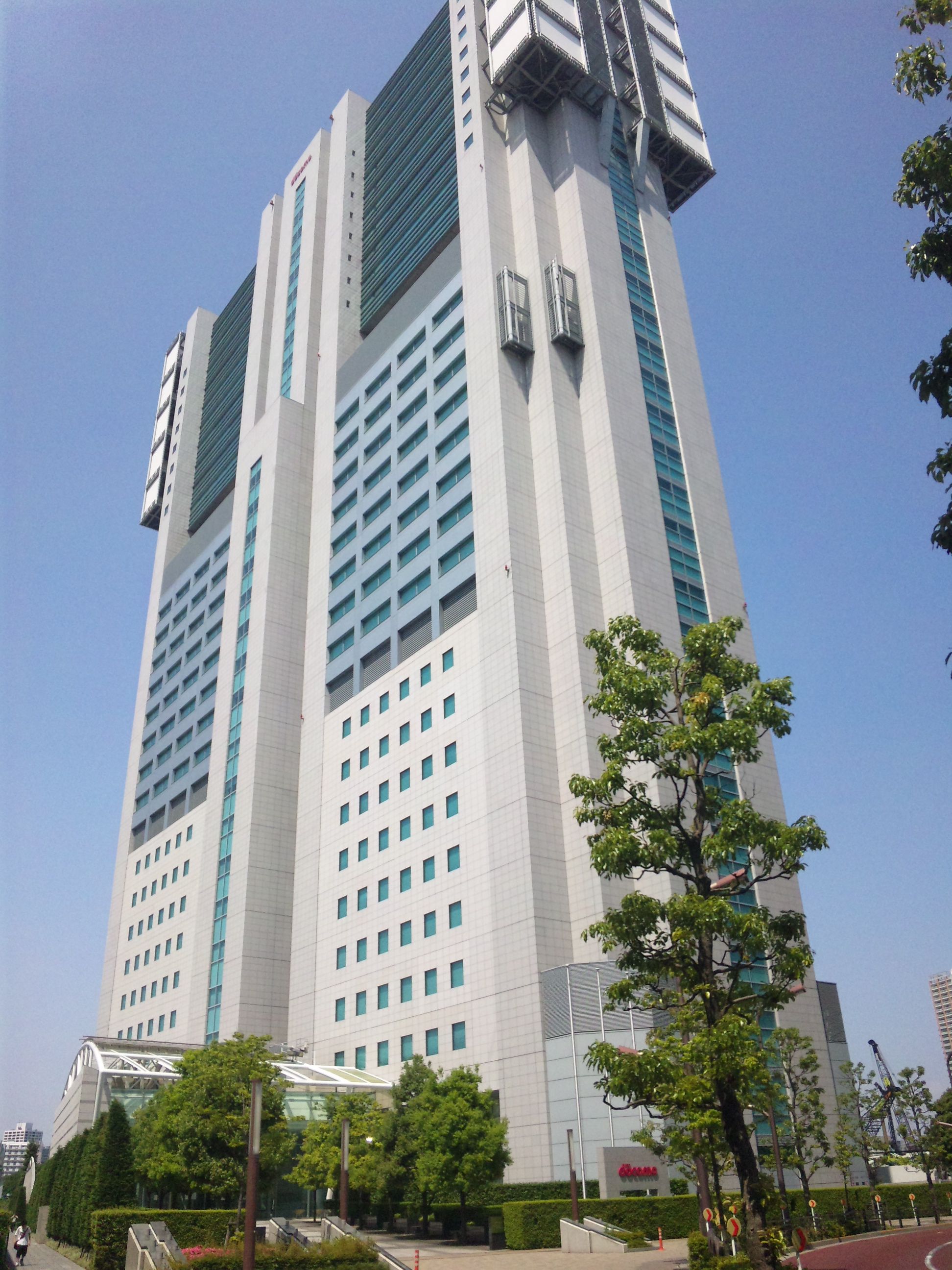
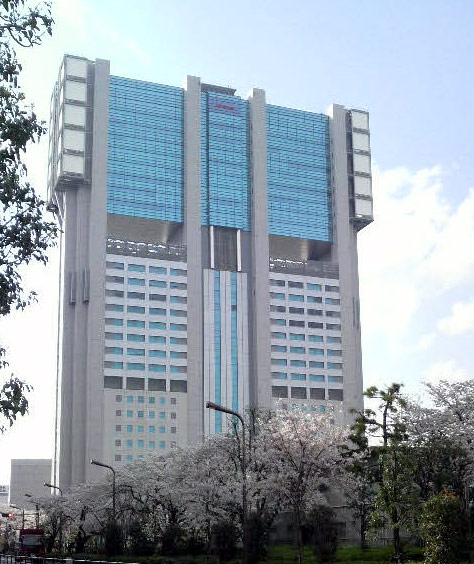